# Never Be Here Again
Never Be Here Again — четырнадцатый сингл американской рок-группы Hoobastank.

## Характеристика
Песня «Never Be Here Again» был выпущен специально для приветствия американской сборной на зимних Олимпийских играх 2010 года
.
Так же композиция была выпущена в качестве сингла эксклюзивом для iTunes
 в тот же день, 12 февраля 2010 года. Все средства, полученные от его продаж, пошли на поддержку американской сборной.